# Stillwater (Minnesota)
Stillwater è una località degli Stati Uniti d'America, capoluogo della contea di Washington, nello Stato del Minnesota.